# Atomflot

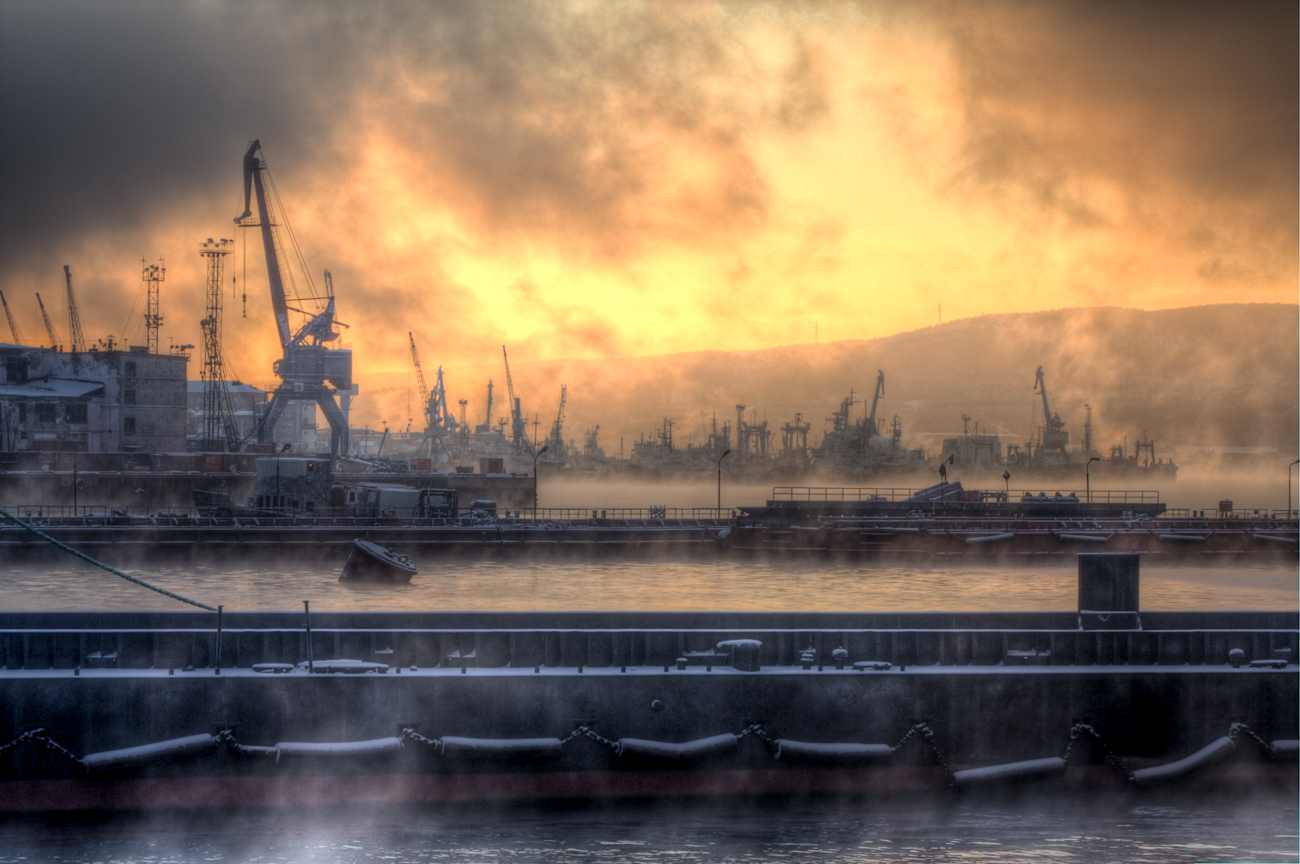
Werft im Hafen Murmansk (Winter 2009)

Das FGUP Atomflot (russisch ФГУП Атомфлот) ist ein russisches Staatsunternehmen in Murmansk, das die Atomeisbrecher des Landes betreibt.
Es gehört seit 2008 zur Behörde Rosatom und war bis dahin Teil der Murmansker Seereederei.